# 6679 Gurzhij
A 6679 Gurzhij (ideiglenes jelöléssel 1969 UP1) a Naprendszer kisbolygóövében található aszteroida. Ljudmila Ivanovna Csernih fedezte fel 1969. október 16-án.